# Sulur
Sulur es una ciudad y nagar Panchayat situada en el distrito de Coimbatore en el estado de Tamil Nadu (India). Su población es de 27909 habitantes (2011). Se encuentra a 20 km de Coimbatore.

## Demografía
Según el censo de 2011 la población de Sulur era de 27909 habitantes, de los cuales 13835 eran hombres y 14074 eran mujeres. Sulur tiene una tasa media de alfabetización del 86,86%, superior a la media estatal del 80,09%: la alfabetización masculina es del 91,60%, y la alfabetización femenina del 82,23%.